# Bombermanserien
Bomberman (ボンバーマン Bonbāman?), i Europa även kända som Dynablaster eller Dyna Blaster) är en serie strategiska, labyrint-baserade dator- och TV-spel, ursprungligen utvecklade av Hudson Soft.
Serien har funnits sedan 1983. Under 2000-talet har Konami även givit ut titlar, och fick kontroll över serien då man 2012 förvärvade Hudson.

## Spel

### Huvudserien
| Titel                           | Släppår |
| ------------------------------- | ------- |
| Bomberman                       | 1983    |
| 3-D Bomberman                   | 1984    |
| Bomberman                       | 1990    |
| Bomberman II                    | 1991    |
| Bomber Man World                | 1992    |
| Bomberman '93                   | 1992    |
| Super Bomberman                 | 1993    |
| Bomberman '94                   | 1993    |
| Super Bomberman 2               | 1994    |
| Super Bomberman 3               | 1995    |
| Super Bomberman 4               | 1996    |
| Saturn Bomberman                | 1996    |
| Super Bomberman 4               | 1996    |
| Super Bomberman 5               | 1997    |
| Atomic Bomberman                | 1997    |
| Bomberman 64                    | 1997    |
| Neo Bomberman                   | 1997    |
| Saturn Bomberman Fight!!        | 1997    |
| Bomberman World                 | 1998    |
| Bomberman Wars                  | 1998    |
| Bomberman World                 | 1998    |
| Bomberman Hero                  | 1998    |
| Bomberman Party Edition         | 1998    |
| Bomberman 64: The Second Attack | 1999    |
| Bomberman 64                    | 2001    |
| Bomberman Generation            | 2002    |
| Bomberman Jetters               | 2002    |
| Bomberman: Act Zero             | 2006    |
| Bomberman Live                  | 2007    |
| Bomberman Blast                 | 2008    |
| Bomberman Ultra                 | 2009    |
| Bomberman Live: Battlefest      | 2010    |

### Bärbara
| Titel            | Släppår |
| ---------------- | ------- |
| Atomic Punk      | 1990    |
| Bomberman GB     | 1994    |
| Pocket Bomberman | 1998    |
| Bomberman Max    | 1999    |
| Bomberman Max 2  | 2002    |
| Bomberman        | 2005    |
| Bomberman PSP    | 2006    |
| Bomberman        | 2008    |
| Bomberman Blitz  | 2009    |

### Onlinespel
| Titel                  | Släppår |
| ---------------------- | ------- |
| Bomberman Online       | 2001    |
| Online Bomberman       | 2004    |
| Bomberman Online Japan | 2005    |

### Rollspel
| Titel                | Släppår |
| -------------------- | ------- |
| Bomberman Quest      | 1998    |
| Bomberman Tournament | 2001    |
| Bomberman Story DS   | 2007    |

### Bomberman Land-serien
| Titel                   | Släppår |
| ----------------------- | ------- |
| Bomberman Land          | 2000    |
| Bomberman Land 2        | 2003    |
| Bomberman Land 3        | 2005    |
| Bomberman Land Touch!   | 2006    |
| Bomberman Land          | 2007    |
| Bomberman Land          | 2007    |
| Bomberman Land Touch! 2 | 2007    |

### Bomberman Touch-serien
| Titel                                      | Släppår |
| ------------------------------------------ | ------- |
| Bomberman Touch: The Legend of Mystic Bomb | 2008    |
| Bomberman Touch 2: Volcano Party           | 2009    |

### Fotnoter
1. ↑  Amiga Action (32):  sid. 62,63. http://amr.abime.net/issue_105_reviews.
2. ↑  Damien McFerran (2008). ”Hudson Profile - Part 1 (RG)”. Retro Gamer Magazine. sid. 68–73. Arkiverad från originalet den 31 januari 2012. https://web.archive.org/web/20120131192237/http://www.meanmachinesmag.co.uk/upload/media/scans/HudsonRG_Part1.pdf. Läst 9 maj 2015.
3. ↑  Damien McFerran (2009). ”Hudson Profile - Part 2 (RG)”. Retro Gamer Magazine. sid. 44–49. Arkiverad från originalet den 31 januari 2012. https://web.archive.org/web/20120131192241/http://www.meanmachinesmag.co.uk/upload/media/scans/hudsonparttwo.pdf. Läst 9 maj 2015.
4. ↑  ”Bomberman series statistics”. Universal Videogame List. http://www.uvlist.net/groups/info/bomberman. Läst 9 maj 2015.